# Agnachindra
Agnachindra ist ein Berg im Süden der Insel Anjouan im Inselstaat der Komoren.

## Geographie
Die Anhöhe ist der südlichste Ausläufer der Berge im Zentrum von Anjouan. Er kommt von der Hochebene von Mrémani. Er liegt unterhalb des Abakambouni im Norden und überblickt Chiroroni im Süden.